# Viriclanis kingstoni
Viriclanis kingstoni is een vlinder uit de familie van de pijlstaarten (Sphingidae). De wetenschappelijke naam van de soort werd in 1999 gepubliceerd door Aarvik.